# Anna Paues
Anna Carolina Paues, född 26 september 1867 i Acklinga socken, nuvarande Tidaholms kommun i Västra Götalands län, död 2 september 1945 i Brännkyrka församling i Stockholm, var en svensk filolog, huvudsakligen verksam i England. Hon var syster till Erik Paues och Johan Paues.

## Biografi
Anna Paues avlade mogenhetsexamen vid Wallinska skolan i Stockholm 1886 och studerade därefter språk i Italien och England. År 1894 avlade hon en engelsk examen liknande svensk studentexamen och var därmed kvalificerad för studier vid Newnham College vid Universitetet i Cambridge, ett college speciellt för kvinnliga studenter. Hon avlade där 1897 en bachelorexamen (Tripos, Hounours Bachelor of Arts) i engelska språket och litteraturen. Hon studerade därefter 1897–1899 vid Universitetet i Heidelberg och inskrevs sedan vid Uppsala universitet, där hon 1901 avlade filosofie licentiatexamen och året därefter disputerade för filosofie doktorsgrad.
Anna Paues återvände därefter till Newnham College, där hon blev "fellow" 1902 och under åren 1906–1927 var "staff lecturer" i germansk lingvistik. Hennes forskningsfält var medeltidsengelska, men hennes undervisning spände över ett brett fält och omfattade även tyska och svenska.
Anna Paues beskrivs som en uppskattad lärare och forskare vid Universitetet i Cambridge men hade svårt att som kvinna göra sig gällande i den svenska akademiska miljön. Hon ska ha sökt en professur vid Göteborgs högskola, men underkänts för att hon höll provföreläsningen på engelska.
År 1922 tilldelades dock Anna Paues medaljen Illis quorum och 1934, då hon uppnått svensk pensionsålder, erhöll hon hederstiteln professors namn av den svenska regeringen. Hon är därmed den första kvinna i Sverige som blev statligt utnämnd som professor. Hon efterföljdes av invärtesmedicinaren Nanna Svartz,  som blev den första kvinnan som 1938 tillträdde en statlig professorstjänst. Bägge föregicks av ryskfödda Sofja Kovalevskaja, som redan 1884 blev professor i matematik vid den då privata Stockholms högskola.
Anna Paues flyttade tillbaka till Sverige hösten 1939 i samband med andra världskrigets utbrott och bodde sedan på Liljeholmen i Stockholm.
Hon är gravsatt i en släktgrav  på Norra begravningsplatsen vid Stockholm.

## Skrifter (urval)
- A Fourteenth Century English Biblical Version doktorsavhandling 1902, omarbetad 1904, nyutgiven i faksimil 1974.
- A newly discovered manuscript of The Poema Morale. Anglia, Neue Folge 18 /1907) 217–238.
- A Treatise on English Pronunciation by James Douglas, 1914.